# صالح أباد (خوي)
صالح أباد هي قرية في مقاطعة خوي، إيران. عدد سكان هذه القرية هو 123 في سنة 2006.